# Orlu (Eure-et-Loir)
Pour les articles homonymes, voir Orlu.
Orlu est une ancienne commune française située dans le département d'Eure-et-Loir en région Centre-Val de Loire, devenue le 1er janvier 2016 une commune déléguée au sein de la commune nouvelle de Gommerville.

## Géographie

### Communes limitrophes
|          | Vierville | Oysonville                     |
| Châtenay | Orlu      | Gommerville (ancienne commune) |
|          | Ardelu    |                                |

### Hameaux et écarts

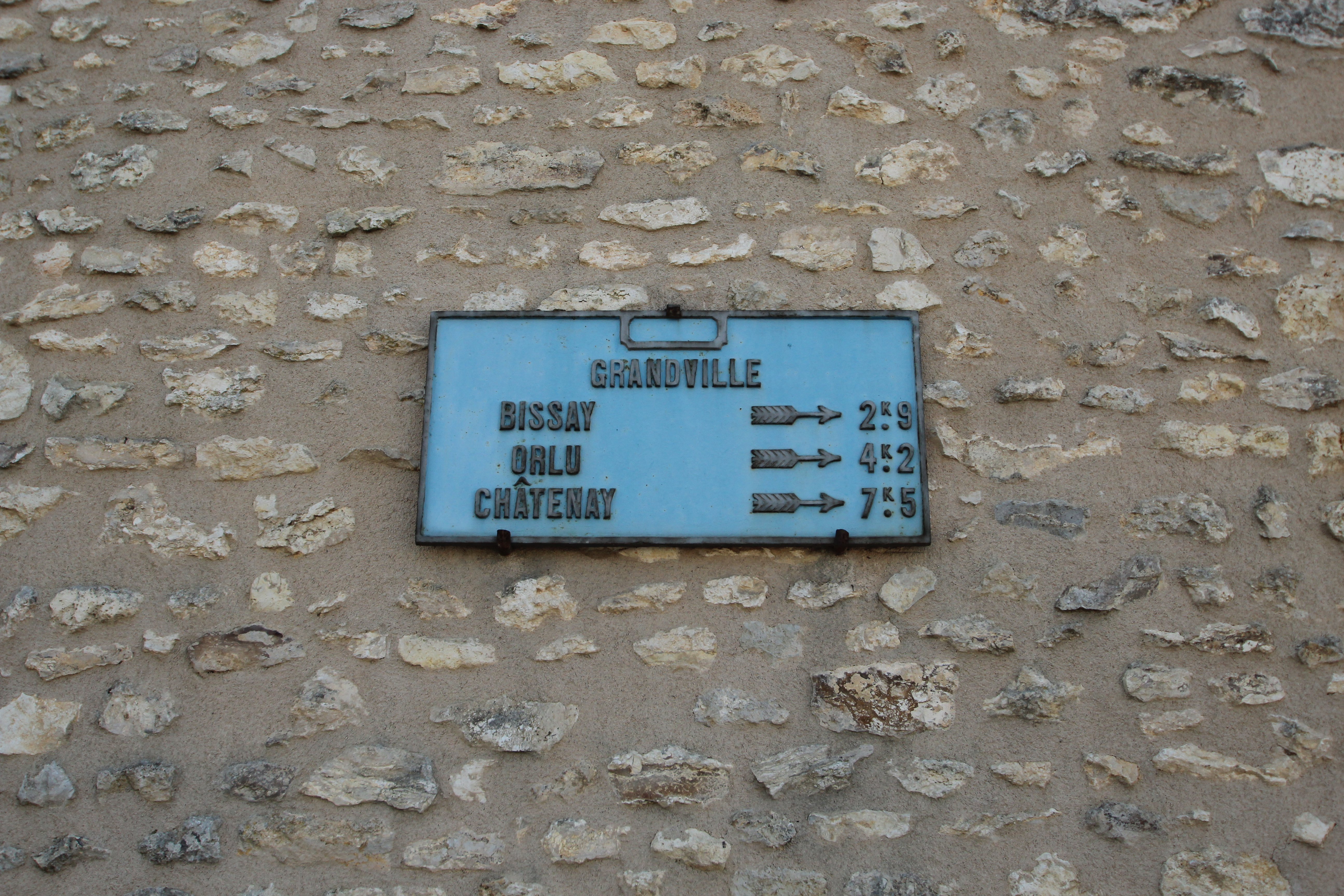
Plaque de cocher à Grandville, hameau de Gommerville.

- Bissay Plaque de cocher à Grandville, hameau de Gommerville.

## Toponymie
Les noms de lieux terminés par -lu semblent contenir le latin lucus "bois, bois sacré". Voir par ex. Ardelu, Banthelu, Andelu.

## Politique et administration

### Liste des maires
À Orlu, on est maire de père en fils depuis 1884.
| Période                                  | Période          | Identité          | Étiquette | Qualité              |
| ---------------------------------------- | ---------------- | ----------------- | --------- | -------------------- |
| Les données manquantes sont à compléter. |                  |                   |           |                      |
| mars 1978                                | 31 décembre 2015 | Bernard Cailleaux | SE        | Agriculteur retraité |

## Population et société

### Démographie
L'évolution du nombre d'habitants est connue à travers les recensements de la population effectués dans la commune depuis 1793. À partir du 1er janvier 2009, les populations légales des communes sont publiées annuellement dans le cadre d'un recensement qui repose désormais sur une collecte d'information annuelle, concernant successivement tous les territoires communaux au cours d'une période de cinq ans. 
Pour les communes de moins de 10 000 habitants, une enquête de recensement portant sur toute la population est réalisée tous les cinq ans, les populations légales des années intermédiaires étant quant à elles estimées par interpolation ou extrapolation. Pour la commune, le premier recensement exhaustif entrant dans le cadre du nouveau dispositif a été réalisé en 2007,.
En 2013, la commune comptait 39 habitants, en évolution de −20,41 % par rapport à 2008 (Eure-et-Loir : +1,94 %, France hors Mayotte : +2,49 %).
| 1793 | 1800 | 1806 | 1821 | 1831 | 1836 | 1841 | 1846 | 1851 |
| ---- | ---- | ---- | ---- | ---- | ---- | ---- | ---- | ---- |
| 126  | 129  | 124  | 121  | 108  | 105  | 99   | 98   | 96   |

| 1856 | 1861 | 1866 | 1872 | 1876 | 1881 | 1886 | 1891 | 1896 |
| ---- | ---- | ---- | ---- | ---- | ---- | ---- | ---- | ---- |
| 109  | 101  | 106  | 109  | 110  | 103  | 105  | 103  | 103  |

| 1901 | 1906 | 1911 | 1921 | 1926 | 1931 | 1936 | 1946 | 1954 |
| ---- | ---- | ---- | ---- | ---- | ---- | ---- | ---- | ---- |
| 93   | 108  | 90   | 78   | 79   | 93   | 76   | 67   | 54   |

| 1962 | 1968 | 1975 | 1982 | 1990 | 1999 | 2007 | 2012 | 2013 |
| ---- | ---- | ---- | ---- | ---- | ---- | ---- | ---- | ---- |
| 44   | 49   | 43   | 37   | 30   | 31   | 48   | 42   | 39   |

## Culture locale et patrimoine

### Lieux et monuments

#### Église Saint-Médard
L'édifice est restauré en 2019, chantier de l'architecte François Sémichon. La Maison Lorin, sous la direction d'Élodie Vally, s'est occupée de la création de vitraux abstraits. Ils ont pour thème l'histoire et le culte de Saint-Médard. Les panneaux sont réalisés avec des techniques de peintures (grisailles, émaux, cémentations), mais aussi de thermoformage et sont finalement montés au plomb.
Une aération est créée à la base de chaque baie avec une bavette de plomb afin de permettre de contribuer à l'assainissement de l'église, particulièrement humide avant la restauration. Un drainage a également été mis en place tout autour de l'église et les enduits extérieurs et intérieurs ont été refaits.
Le retable et autres meubles en bois, ainsi que la voûte en bois furent repris.

#### Le château d'eau

Lieux et monuments d'Orlu
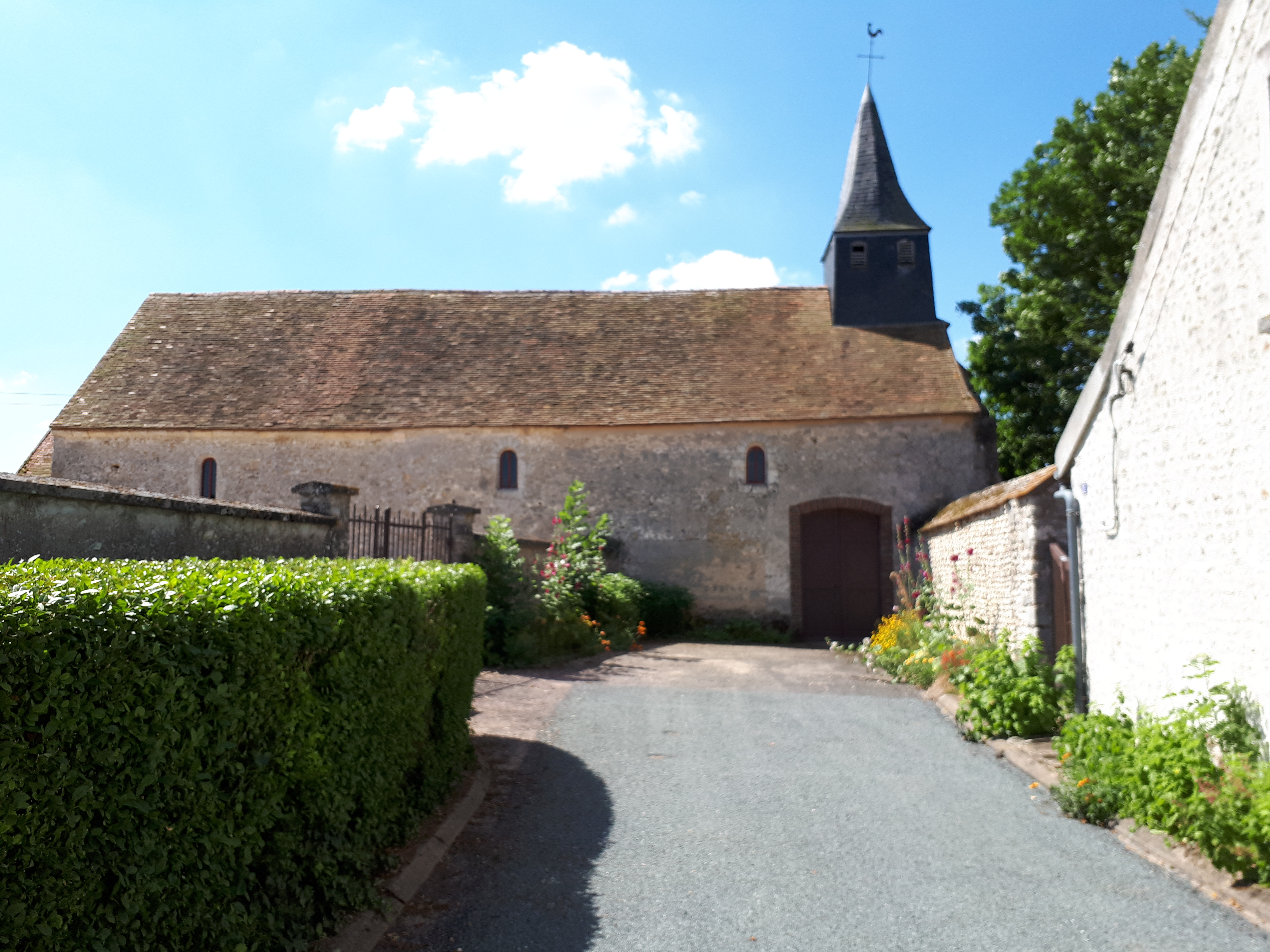
L'église Saint-Médard.
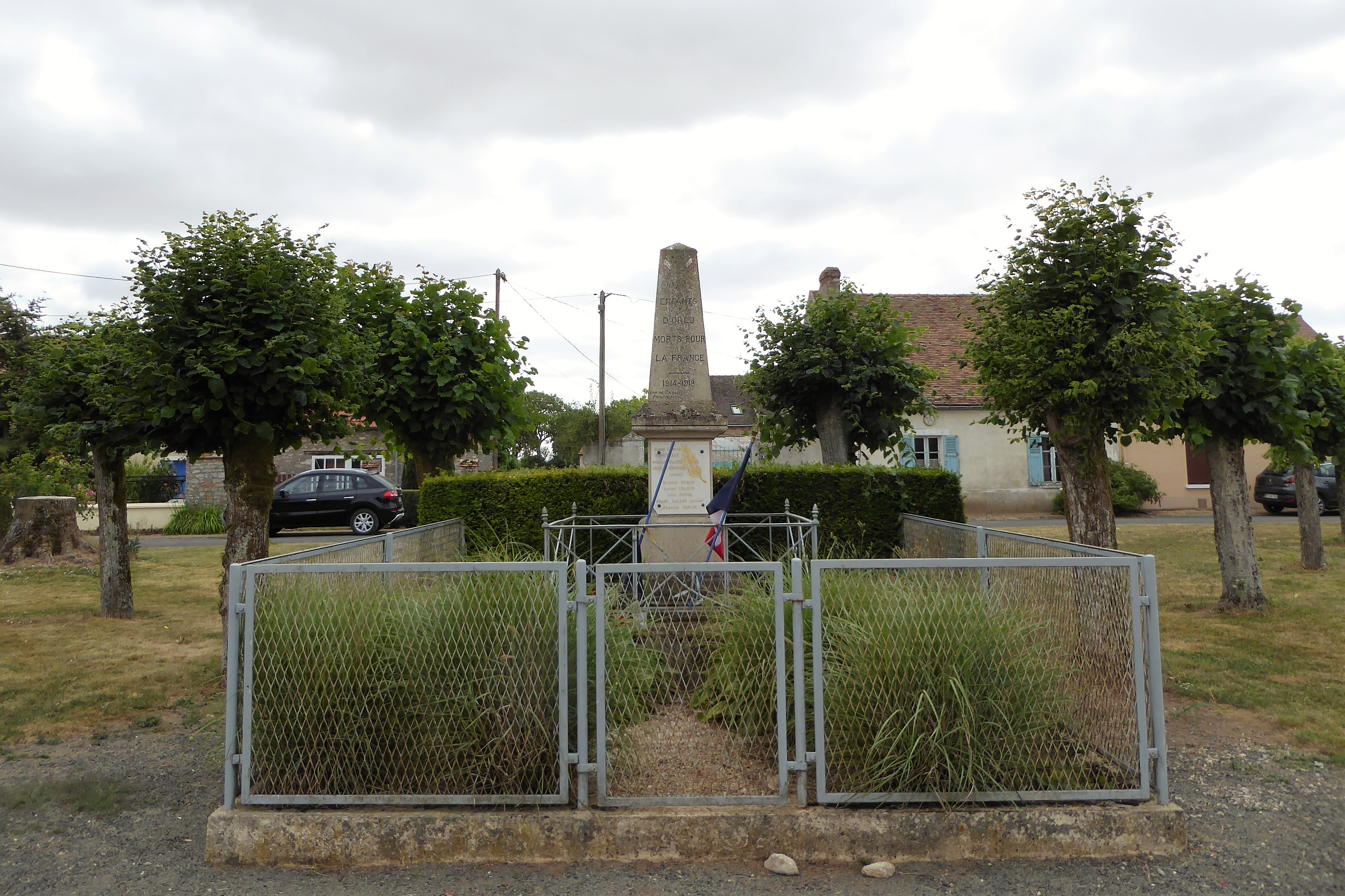
Le monument aux morts.
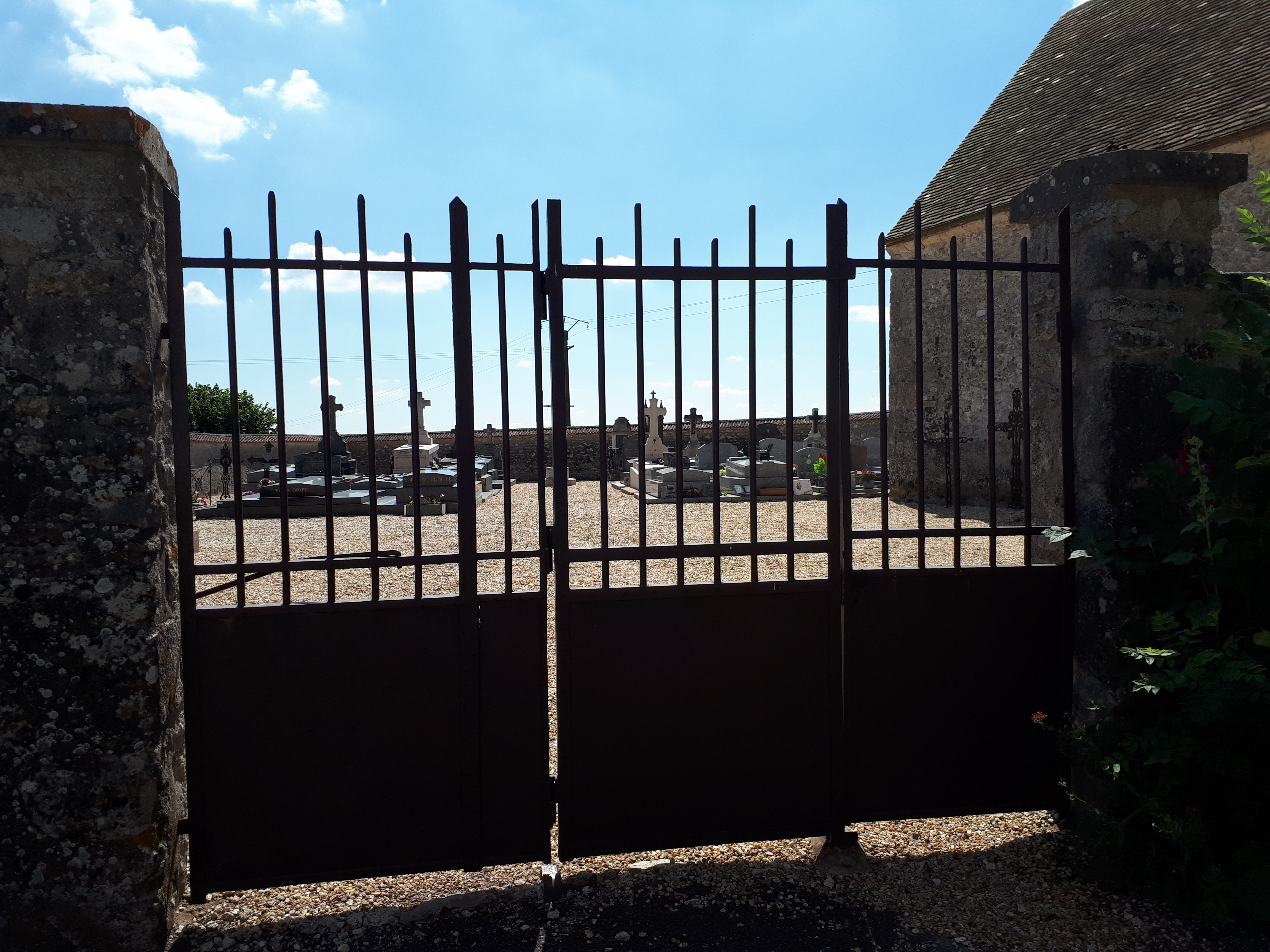
Le cimetière entourant l'église.
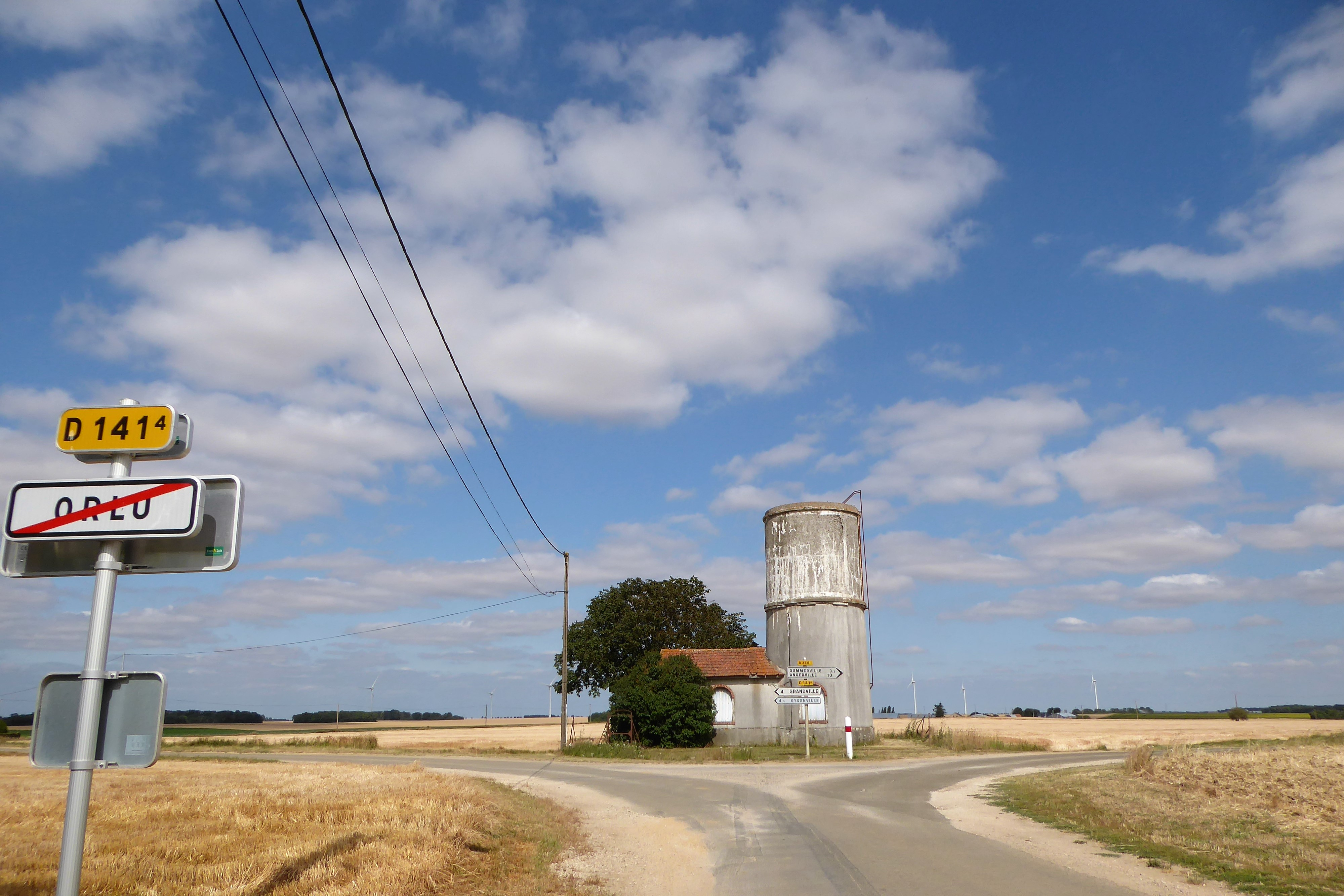
Le château d'eau.